# Egira intermedia
Egira intermedia är en fjärilsart som beskrevs av Tutt 1891. Egira intermedia ingår i släktet Egira och familjen nattflyn. Inga underarter finns listade i Catalogue of Life.